# Iota Virginis
Désignations
Iota Virginis (ι Vir / ι Virginis) est une étoile de la constellation de la Vierge. Elle porte le nom traditionnel de Syrma.
Syrma est une étoile jaune de magnitude apparente 4,08 et de type spectral F6 III, située à environ 70 années-lumière de la Terre.

## Étymologie
Le nom Syrma provient de l'arabe (سرما (تطريز sirmā "traîne" (d'un vêtement). Il a été officialisé par l'Union astronomique internationale le 12 septembre 2016.